# 週刊★ロマン鉄道
『週刊★ロマン鉄道』（しゅうかんロマンてつどう）は、インプレスTVが提供するウェブ上の鉄道専門番組である。

## 概要
JR、私鉄、地下鉄、貨物など、その種類は問わない。
これまで何度か視聴方法の変更があった（一時有料の時期があった）が、2006年4月21日より再度、無料化となる。毎週金曜日21:00更新中。現在はこれまでに配信したもの中から、毎週1話を再配信をしている。

## ラインナップ
1. 陸と空を結ぶ 東京モノレール（2003年8月16日配信）
2. 箱根登山鉄道（2003年8月9日配信）
3. 赤い翼 京浜急行（2003年8月2日配信）
4. 東京・大阪を1時間で結べ リニアモーターカー（2003年7月26日配信）
5. 開業80周年を迎えた銚子電気鉄道（2003年7月19日配信）
6. 日本を走り抜ける新幹線 前編（2003年6月21日配信）
7. 江ノ電（2003年5月31日配信）
8. 東京貨物ターミナル駅（2003年5月17日配信）

## スタッフ
- 構成：三枝玄樹
- 演出：松本博樹
- プロデューサー：土屋夏彦、深栖篤匡、マツモトジュンイチ
- 制作：インプレスコーポレーション、オフィスクレッシェンド
- 著作：ソニーコミュニケーションネットワークコーポレーション、インプレスコーポレーション